# وسام ماكس جوزيف العسكري

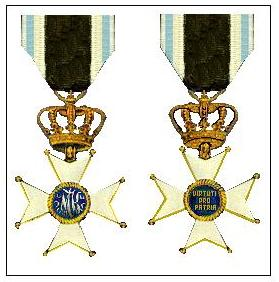
الوسام العسكري لماكس جوزيف

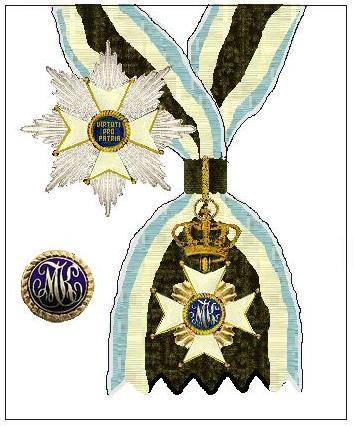
الصليب الكبير

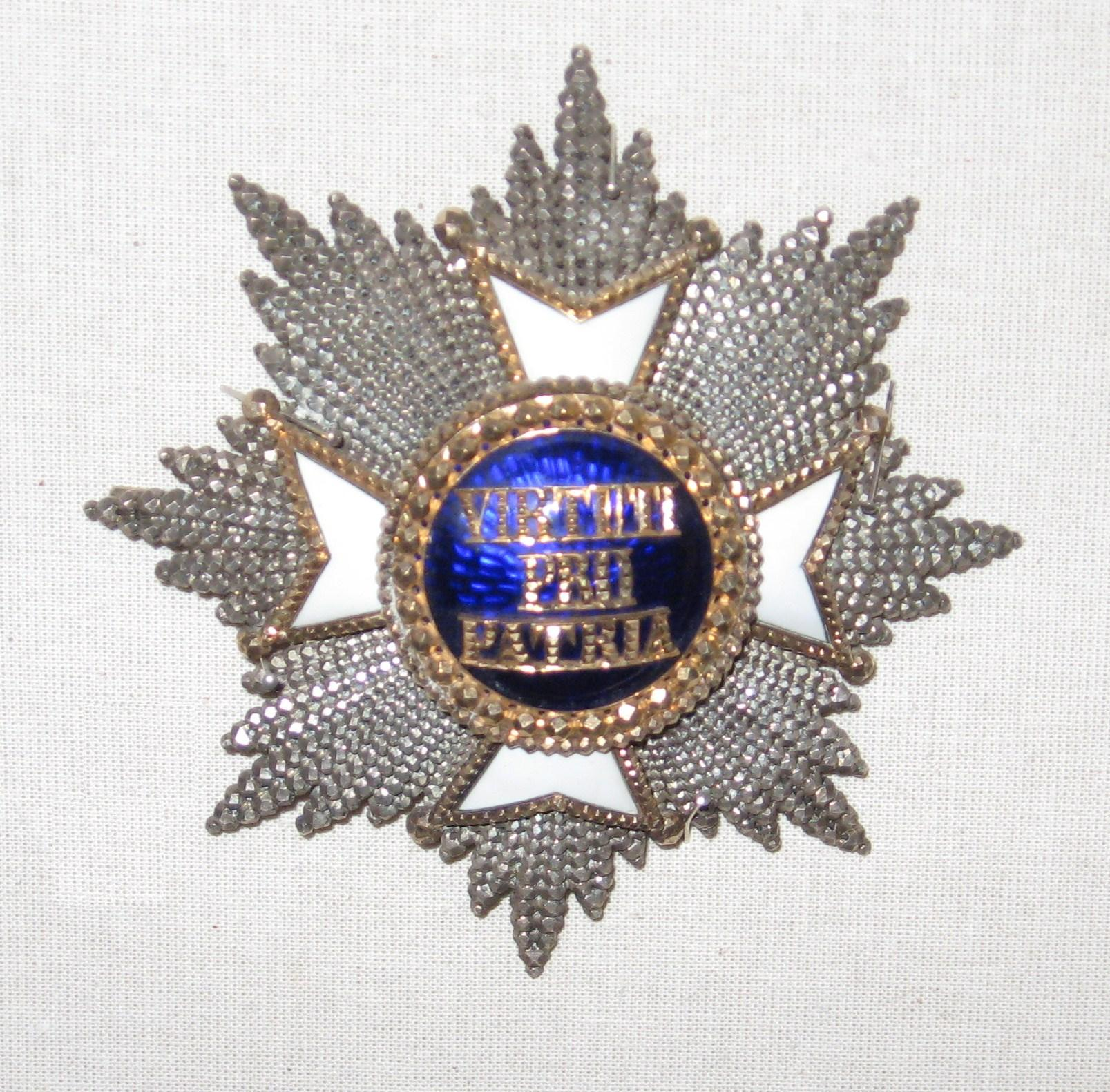
نجمة

وسام ماكس جوزيف العسكري ( (بالألمانية: Militär-Max-Joseph-Orden)‏ كان أعلى وسام الدولة العسكري لمملكة بافاريا. تأسست في 1 يناير 1806 من قبل ماكسيميليان الأول يوزيف، أول ملوك بافاريا. قدم الوسام في ثلاثة اشكال:
- الصليب الأعظم ( جروسكريوز )
- كوماندر كروس (كوماندوركريوز )
- صليب الفارس ( Ritterkreuz).

الأفراد الذين تلقوا الوسام ولم يكونوا بالفعل أعضاء في طبقة النبلاء تم توحيدهم وسيضيفون لقب «ريتر فون» إلى اسم عائلاتهم. كان لقب النبلاء البافاري الذي تم الحصول عليه من خلال وسام ماكس جوزيف العسكري صالحًا لفترة حياة متلقيه فقط.

## المستلمون البارزون
- الأمير ليوبولد من بافاريا
- روبريخت ، ولي عهد بافاريا
- هانز ريتر فون آدم
- الجنرال السير كولين كامبل
- فرانز ريتر فون إب
- إريك فون فالكنهاين
- روبرت ريتر فون جريم
- فيلهلم جروينر
- برونو ريتر فون هاوينشايلد
- بول فون هيندينبيرغ
- فرانز ريتر فون هيبر
- الأمير هاينريش من بافاريا
- ماكس هوفمان
- فريدريش فريهر كريس فون كريسنشتاين
- هيرمان فون كوهل
- فيلهلم ريتر فون ليب
- إريك لودندورف
- أغسطس فون ماكينسن
- راينهارد شير
- يوجين ريتر فون شوبرت
- هانز فون سيكت
- هانز ريتر فون سايسر
- فيلهلم ريتر فون ثوما
- لودفيج ريتر فون توتشيك
- أدولف ريتر فون توتشيك
- أوتو ويدجن
- كارل ريتر فون بول
- محمد الخامس